# Ǧīm
Ǧīm (in arabo جيم‎? /d͡ʒiːm/) è la quinta lettera dell'alfabeto arabo. Nella numerazione abjad assumeva il valore di 3.

## Origine
Questa lettera deriva secondo alcuni da  dell'alfabeto nabateo, secondo altri da ܓ dell'alfabeto siriaco. In ogni caso deriva da gimel dell'alfabeto aramaico (), che nacque dalla gimel dell'alfabeto fenicio (), generata dalla gaml dell'alfabeto proto-cananeo ().

## Fonetica
Foneticamente ǧīm corrisponde all'affricata postalveolare sonora (/d͡ʒ/). Questa pronuncia non è tuttavia universale nel mondo arabo e può avere gli allofoni /ʒ/ e, soprattutto in Egitto, /ɡ/. 
Nella lingua italiana il fono /d͡ʒ/ è espresso con dalla lettera g davanti alle vocali e ed i, oppure con l'accostamento di gi alle restanti vocali. 
Anticamente tuttavia si pronunciava /ɣ/. Questo spiegherebbe la correlazione linguistica tra nomi arabi come جالوت /d͡ʒaːˈluːt/ e i corrispondenti ebraici (גׇּלְיׇת, /ɡɑɫjaːθ/) e italiani (Golia, /ɡoˈliːa/).

## Scrittura e traslitterazione
Ǧīm viene scritta in varie forme in funzione della sua posizione all'interno di una parola:
| Forma isolata | Forma finale | Forma intermedia | Forma iniziale |
| ﺝ             | ـج…          | …ـجـ…            | …جـ            |

Nella traslitterazione dall'arabo scientifica si esprime con ǧ, ma è comune anche trascriverla con j.

## Sintassi
Ǧīm è una lettera lunare. Ciò significa che quando ad una parola che inizia con questa lettera bisogna anteporre l'articolo determinativo (ال alif-lām, al), esso non subirà alcuna modifica.